# Dobrotești (gmina w okręgu Teleorman)
Dobrotești – gmina w Rumunii, w okręgu Teleorman. Obejmuje miejscowości Dobrotești i Merișani. W 2011 roku liczyła 4605 mieszkańców. 